# Santa Clara d'Oeste
Santa Clara d'Oeste é um município brasileiro do estado de São Paulo. A cidade tem uma população de 2.113 habitantes do (IBGE) em 2020 e área de 183,458 km².

## História

### Formação territorial-administrativa
Histórico da formação do município:
- Antigo povoado de Santa Clara.
- Distrito criado com a denominação de Santa Clara D'Oeste, no município de Santa Fé do Sul, pela Lei nº 2.456, de 30/12/1953.
- Município criado pela Lei nº 8.092, de 28/12/1964.

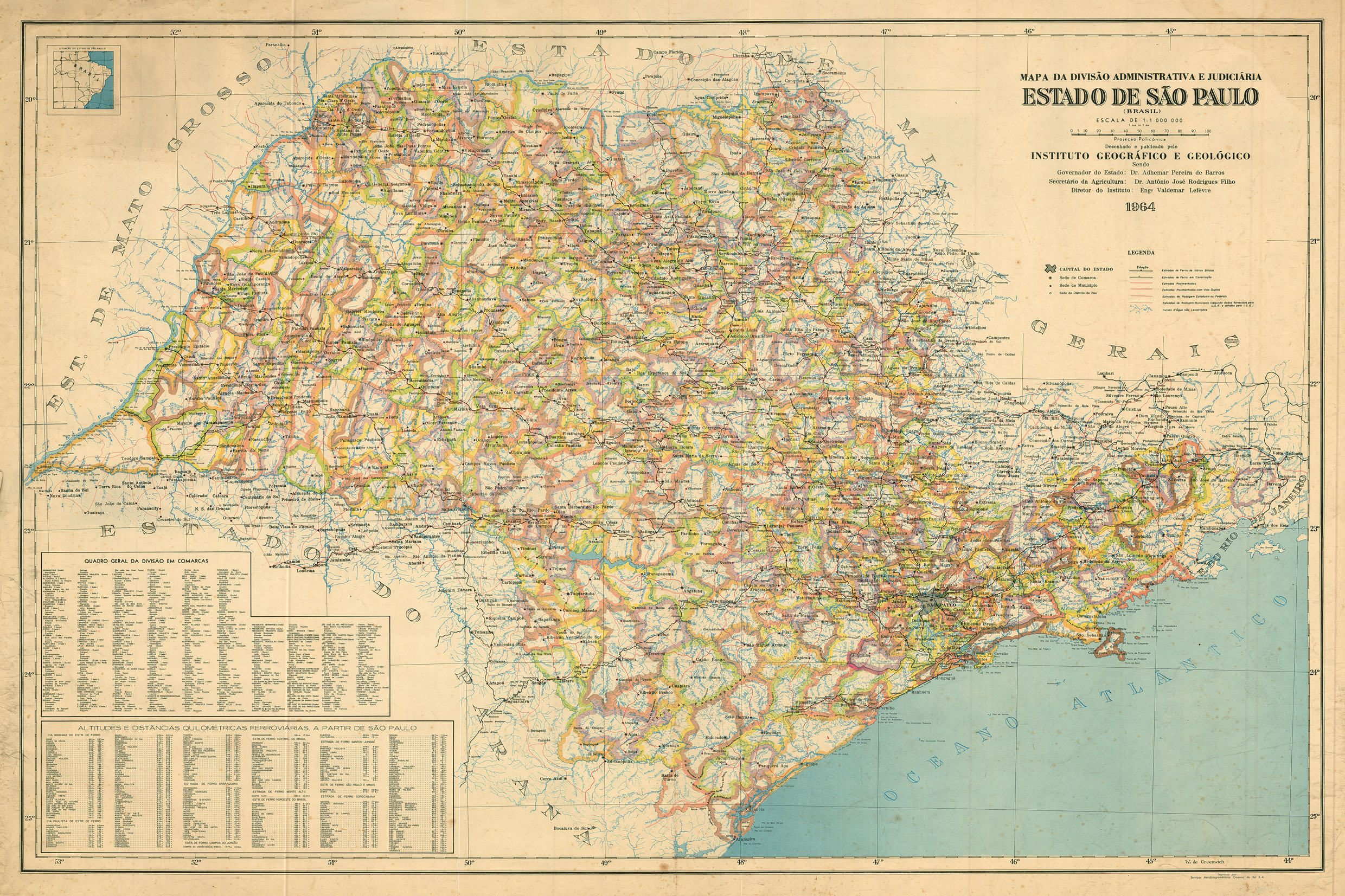
Estado de São Paulo (1964).

## Demografia

### População
| Crescimento populacional                             | Crescimento populacional | Crescimento populacional | Crescimento populacional |
| Ano                                                  | População Total          |                          | %±                       |
| ---------------------------------------------------- | ------------------------ | ------------------------ | ------------------------ |
| 1970                                                 | 3 913                    |                          | —                        |
| 1980                                                 | 2 653                    |                          | −32,2%                   |
| 1991                                                 | 2 497                    |                          | −5,9%                    |
| 2000                                                 | 2 123                    |                          | −15,0%                   |
| 2010                                                 | 2 084                    |                          | −1,8%                    |
| 2022                                                 | 2 598                    |                          | 24,7%                    |
| Est. 2024                                            | 2 677                    | [ 7 ]                    | 3,0%                     |
| Fontes: Censos Demográficos IBGE e Estimativas SEADE |                          |                          |                          |

### Dados demográficos
Dados do Censo - 2010
População total: 2.084
- Urbana: 1.571
- Rural: 513
- Homens: 1.073[11]
- Mulheres: 1.011

Densidade demográfica (hab./km²): 11,36
Dados do Censo - 2000
Mortalidade infantil até 1 ano (por mil): 14,00
Expectativa de vida (anos): 72,24
Taxa de fecundidade (filhos por mulher): 2,37
Taxa de alfabetização: 81,48%
Índice de Desenvolvimento Humano (IDH-M): 0,754
- IDH-M Renda: 0,659
- IDH-M Longevidade: 0,787
- IDH-M Educação: 0,816

## Geografia
Localiza-se a uma latitude 20º05'38" sul e a uma longitude 50º55'35" oeste, estando a uma altitude de 401 metros.

## Infraestrutura

### Comunicações
O sistema de telefones automáticos foi inaugurado na cidade em 1985 pela Telecomunicações de São Paulo (TELESP), que também implantou o sistema de discagem direta à distância (DDD) em 1988 com o código de área (0176). Anteriormente a cidade era atendida pela Companhia de Telecomunicações do Estado de São Paulo (COTESP).
Na década de 90 o código DDD da cidade foi alterado para (017), para padronização do sistema telefônico com a telefonia celular que estava sendo implantada em todo o estado.

## Turismo
O município possui um extenso parque ecoturístico, que oferece atrações como área de camping, parque aquático, atividades náuticas e um resort. Anualmente, o complexo recebe milhares de turistas de toda a região e de várias partes do país, especialmente durante as férias.

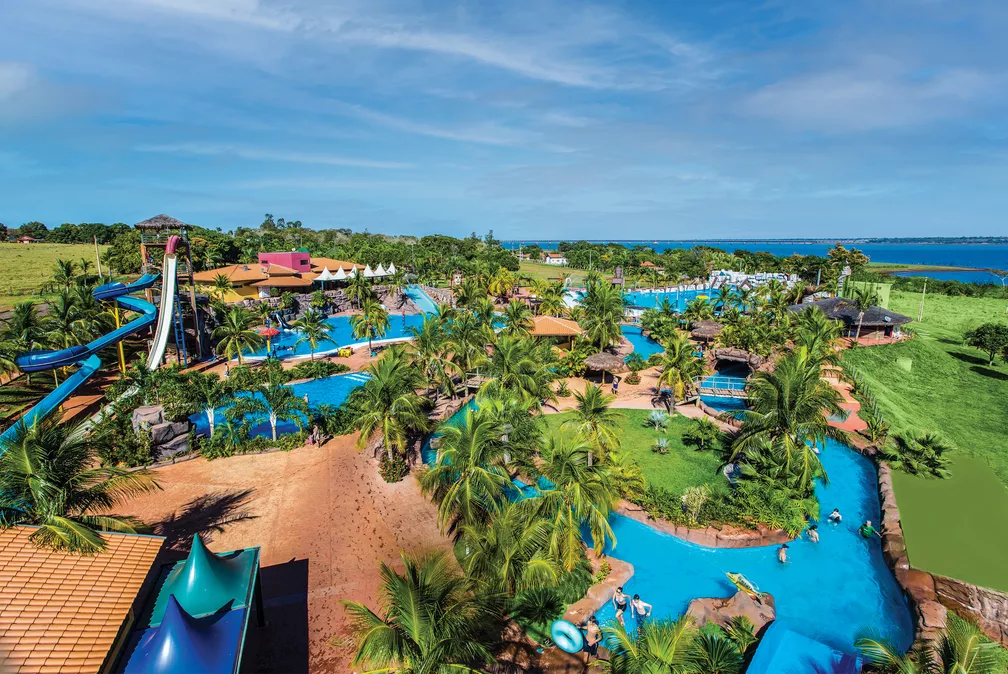
Parque Aquático Grandes Lagos

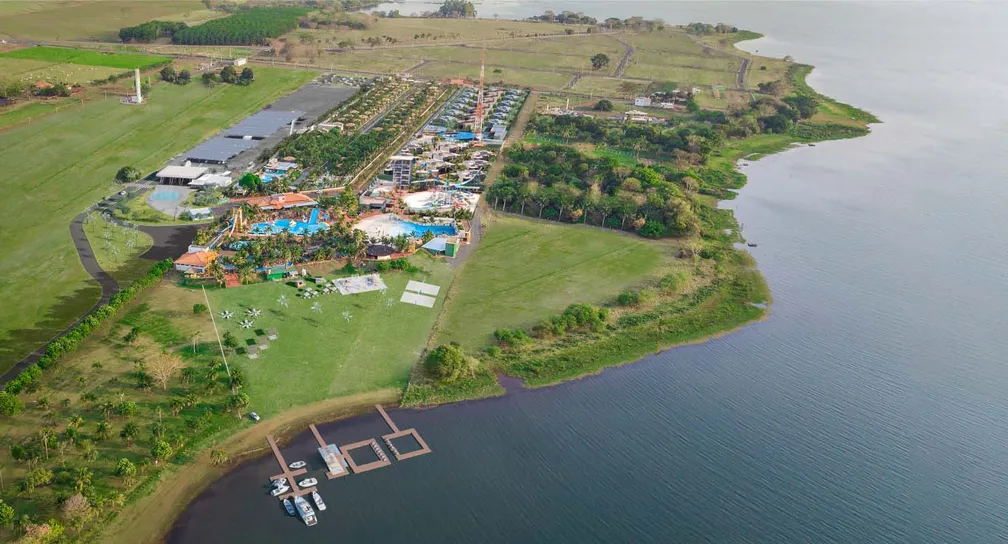
Vista aérea Grandes Lagos, principal atração turística da cidade.

## Religião
O Cristianismo se faz presente na cidade da seguinte forma:

### Igreja Católica
- A igreja faz parte da Diocese de Jales.[16]

### Igrejas Evangélicas
- Assembleia de Deus Ministério do Belém.[17][18]
- Congregação Cristã no Brasil.[19]